# Madžari
Madžari (madžarsko magyarok), znani tudi kot Ogri, so narod, katerega pripadniki živijo večinoma na Madžarskem.  V Sloveniji je ob popisu leta 2002 živelo 6243 Madžarov, ki imajo status narodne manjšine.
Madžari spadajo med uralsko govoreče narode. Ocenjuje se, da po celem svetu živi 13,1–14,7 milijona Madžarov in njihovih potomcev. V matični državi živi 8,5–9,8 milijona Madžarov (2011). Približno dva milijona Madžarov živi na ozemljih sosednjih držav, ki so pred sklenitvijo Trianonske mirovne pogodbe leta 1920 spadale v Ogrsko kraljestvo, predvsem v Romuniji, Avstriji, Slovaški, Srbiji in Ukrajini. 
Po svojih lokalnih jezikovnih in kulturnih značilnostih se delijo na več podskupin, vključno s Sekelji (Romunija), Čangoši (Moldavija), Paloci (severna Madžarska in južna Slovaška) in Jasi (Madžarska). Na slednje se gleda kot na iransko etnično skupino, zelo sorodno Osetom.

## Zgodovina

### Madžari v srednjem veku
Madžari so bili nomadsko ljudstvo ugrofinskega izvora s prvotno domovino ob južnem Uralu. Odtod so se najprej preselili na območje južne Rusije in Ukrajine ter se naposled za stalno naselili v Panonski nižini. Nižina je ustrezala njihovemu nomadskemu življenju in je bila po frankovsko-avarskih vojnah tudi nenaseljena.
V pisnih virih se Madžari prvič omenjajo leta 862, ko pričnejo ogrožati meje vzhodnega frankovskega cesarstva.
Po zaslugi svojih hitrih in gibčnih konj so prodrli daleč na zahod. To so bili predvsem roparski pohodi, saj so namensko napadali podeželje in tam nezaščitene cerkve in samostane, za katere so kmalu ugotovili, da so nezavarovana skladišča premoženja (zlati sakralni predmeti, ...)
Tako so v letih 926 in 937 napadli zahodno frankovsko državo, enkrat pa so prodrli celo do Španije.
Njihove prodore je zaustavil nemški kralj Oton I., ki jih je premagal leta 955 v bitki pri Augsburgu. Potem so se naselili na prostranem območju Panonske nižine, kjer živijo še danes.

## Vir
- László Kontler: Tisočletje v Srednji Evropi : madžarska zgodovina. Ljubljana, 2005.